# EHF Cup vrouwen 2009-10
De EHF Cup vrouwen 2009-10 is de 29ste editie van de EHF Cup. De wedstrijden begonnen in september 2009 en eindigt met de return in de finale op 16 mei 2010

## Eerste Ronde
|                   | Totaal  |                      | Heenduel          | Return            |
| ----------------- | ------- | -------------------- | ----------------- | ----------------- |
| DHW Antwerpen     | 49 : 75 | HC Zagorje           | 25 : 32 (11 : 16) | 24 : 43 (12 : 24) |
| Omni SV Hellas    | 84 : 38 | A.C. Latsia          | 50 : 17 (25 : 06) | 34 : 21 (16 : 12) |
| Skövde HF         | 70 : 34 | Pallamano Bancole    | 38 : 13 (16 : 08) | 32 : 21 (12 : 09) |
| KH Kosova         | 46 : 68 | HK "Lokomotiv" Varna | 25 : 36 (11 : 18) | 21 : 32 (11 : 18) |
| HC "Druts-Belpak" | 73 : 41 | Bnei Herzliya        | 40 : 23 (19 : 13) | 33 : 18 (19 : 08) |

## Tweede Ronde
|                              | Gesamt   |                        | Hinspiel          | Rückspiel         |
| ---------------------------- | -------- | ---------------------- | ----------------- | ----------------- |
| Madeira Andebol SAD          | 59 : 55  | HC Zagorje             | 34 : 26 (16 : 12) | 25 : 29 (11 : 13) |
| Handball Femina Vise         | 53 : 65  | ORK Vrnjacka Banja     | 24 : 28 (11 : 18) | 29 : 37 (14 : 21) |
| Alcoa FKC                    | 54 : 48  | Izmir BSB SK           | 29 : 26 (13 : 12) | 25 : 22 (14 : 09) |
| Wr. Neustadt                 | 45 : 74  | Omni SV Hellas         | 23 : 36 (09 : 18) | 22 : 38 (09 : 19) |
| BNTU-BelAZ Minsk Reg.        | 44 : 57  | Bekescsabai Elöre NKSE | 20 : 31 (12 : 15) | 24 : 26 (08 : 10) |
| IK Sävehof                   | 72 : 38  | HK "Lokomotiv" Varna   | 38 : 21 (23 : 07) | 34 : 17 (17 : 11) |
| Nordstrand Handball Elite AS | 57 : 57* | Handball Cercle Nîmes  | 32 : 30 (14 : 14) | 25 : 27 (10 : 14) |
| Colegio de Gaia              | 24 : 79  | Randers HK A/S         | 09 : 42 (07 : 21) | 15 : 37 (06 : 15) |
| TSV Bayer 04 Leverkusen      | 66 : 38  | RK Celeia Zalec        | 34 : 18 (20 : 06) | 32 : 20 (19 : 09) |
| HC "Kuban" Krasnodar         | 51 : 42  | HC Lokomotiva Zagreb   | 25 : 23 (11 : 12) | 26 : 19 (10 : 09) |
| HC "Druts-Belpak"            | 60 : 60* | LK Zug Handball        | 33 : 28 (18 : 14) | 27 : 32 (11 : 18) |
| HC "Otelul" Galati           | 59 : 65  | ZRK Kikinda            | 27 : 28 (15 : 14) | 32 : 37 (14 : 20) |
| SPES Kefalovrisos            | 30 : 86  | Tertnes Bergen         | 21 : 43 (13 : 22) | 09 : 43 (03 : 22) |
| H.C. "Kale" Kicevo           | 45 : 60  | CB Elche-Mustang       | 23 : 31 (10 : 18) | 22 : 29 (14 : 13) |
| Havre HAC                    | 62 : 45  | Skövde HF              | 34 : 20 (15 : 10) | 28 : 25 (17 : 13) |
| HCM Stiinta Naia Mare        | 74 : 59  | GAS Anagennisi Artas   | 37 : 23 (16 : 13) | 37 : 36 (20 : 16) |

* Handball Cercle Nîmes en LK Zug Handball gaan door naar de volgende ronde op basis van de uitdoelpunten regel

## Derde Ronde
|                              | Gesamt  |                         | Hinspiel          | Rückspiel         |
| ---------------------------- | ------- | ----------------------- | ----------------- | ----------------- |
| LK Zug Handball              | 54 : 48 | HC Sassari              | 30 : 26 (14 : 12) | 24 : 22 (12 : 12) |
| C.S. Rulmentul-Urban Braşov  | 59 : 63 | HCM Stiinta Naia Mare   | 31 : 26 (12 : 10) | 28 : 37 (11 : 21) |
| AC Ormi-Loux Patras          | 50 : 55 | HC "Kuban" Krasnodar    | 28 : 29 (15 : 16) | 22 : 26 (10 : 13) |
| Prosolia SIID Elda Prestigio | 67 : 52 | Handball Cercle Nîmes   | 35 : 23 (15 : 08) | 32 : 29 (17 : 13) |
| SKP Bratislava               | 55 : 48 | Omni SV Hellas          | 28 : 29 (17 : 16) | 27 : 19 (14 : 09) |
| HC "Smart"                   | 69 : 47 | ORK Vrnjacka Banja      | 38 : 19 (20 : 10) | 31 : 28 (15 : 16) |
| CB Elche-Mustang             | 45 : 50 | NP HC Rostov-Don        | 24 : 22 (13 : 09) | 21 : 28 (12 : 15) |
| Budapest FTC                 | 52 : 63 | Randers HK A/S          | 25 : 30 (13 : 14) | 27 : 33 (13 : 16) |
| Alcoa FKC                    | 47 : 52 | SPR Lublin SSA          | 27 : 24 (13 : 12) | 20 : 28 (18 : 14) |
| RK Olimpija                  | 46 : 59 | TSV Bayer 04 Leverkusen | 21 : 24 (09 : 11) | 25 : 35 (12 : 19) |
| Milli Piyango SK             | 47 : 66 | Havre HAC               | 23 : 29 (12 : 16) | 24 : 37 (10 : 15) |
| SK Aarhus Handbold           | 58 : 43 | Tertnes Bergen          | 35 : 20 (09 : 06) | 23 : 23 (11 : 13) |
| VOC Amsterdam                | 60 : 51 | Madeira Andebol SAD     | 36 : 29 (20 : 17) | 24 : 22 (15 : 07) |
| LC Brühl Handball            | 46 : 64 | IK Sävehof              | 29 : 35 (13 : 17) | 17 : 29 (08 : 13) |
| Bekescsabai Elöre NKSE       | 54 : 56 | Balonmano Parc Sagunt   | 30 : 30 (17 : 18) | 24 : 26 (16 : 14) |
| ZRK Kikinda                  | 56 : 53 | C.B. Mar Alicante       | 28 : 28 (18 : 12) | 28 : 25 (15 : 14) |

## Vierde Ronde
|                              | Totaal  |                       | Heenduel          | Return            |
| ---------------------------- | ------- | --------------------- | ----------------- | ----------------- |
| VOC Amsterdam                | 59 : 66 | ZRK Kikinda           | 28 : 32 (14 : 16) | 31 : 34 (16 : 20) |
| NP HC Rostov-Don             | 76 : 37 | LK Zug Handball       | 36 : 18 (20 : 09) | 40 : 19 (23 : 05) |
| Randers HK A/S               | 62 : 56 | SKP Bratislava        | 31 : 26 (13 : 14) | 31 : 30 (18 : 12) |
| Prosolia SIID Elda Prestigio | 58 : 45 | HC "Smart"            | 35 : 15 (17 : 06) | 23 : 30 (10 : 15) |
| TSV Bayer 04 Leverkusen      | 53 : 48 | IK Sävehof            | 28 : 22 (15 : 12) | 25 : 26 (10 : 16) |
| HC "Kuban" Krasnodar         | 66 : 61 | SK Aarhus Handbold    | 29 : 25 (15 : 13) | 37 : 36 (18 : 16) |
| SPR Lublin SSA               | 54 : 46 | HCM Stiinta Naia Mare | 24 : 19 (12 : 09) | 30 : 27 (16 : 11) |
| Balonmano Parc Sagunt        | 42 : 60 | Havre HAC             | 24 : 30 (12 : 14) | 18 : 30 (07 : 15) |

## Kwartfinale
| Team 1                  | Team 2                  | Heenduel           | Return             | Totaal  |
| ----------------------- | ----------------------- | ------------------ | ------------------ | ------- |
| ZRK Kikinda             | TSV Bayer 04 Leverkusen | 13-03-1015:00 Uhr  | 14-03-10 15:00 Uhr | 47 : 78 |
| ZRK Kikinda             | TSV Bayer 04 Leverkusen | 22 : 41 (14 : 20)  | 25 : 37 (09 : 22)  | 47 : 78 |
| Prosolia Elda Prestigio | HC "Kuban" Krasnodar    | 13-03-10           | 20-03-10 16:00 Uhr | 57 : 41 |
| Prosolia Elda Prestigio | HC "Kuban" Krasnodar    | 32 : 16 (15 : 09)  | 25 : 25 (12 : 14)  | 57 : 41 |
| Randers HK A/S          | SPR Lublin SSA          | 14-03-10 15:50 Uhr | 21-03-10 17:30 Uhr | 58 : 50 |
| Randers HK A/S          | SPR Lublin SSA          | 34 : 24 (17 : 12)  | 24 : 26 (13 : 13)  | 58 : 50 |
| Havre HAC               | NP HC Rostov-Don        | 14-03-10 17:00 uur | 20-03-10 17:00 uur | 50 : 37 |
| Havre HAC               | NP HC Rostov-Don        | 30 : 18 (13 : 07)  | 20 : 19 (11 : 07)  | 50 : 37 |

## Halve finale
| Team 1                  | Team 2                  | Heenduel           | Return             | Totaal  |
| ----------------------- | ----------------------- | ------------------ | ------------------ | ------- |
| Prosolia Elda Prestigio | TSV Bayer 04 Leverkusen | 10-04-10 18:30 Uhr | 25-04-10 16:00 uur | 55 : 54 |
| Prosolia Elda Prestigio | TSV Bayer 04 Leverkusen | 27 : 23 (13 : 12)  | 28 : 31 (14 : 16)  | 55 : 54 |
| Randers HK              | Havre HAC               | 11-04-10 19:00 uur | 18-04-10 17:00 uur | 58 : 50 |
| Randers HK              | Havre HAC               | 30 : 23 (15 : 14)  | 28 : 27 (15 : 12)  | 58 : 50 |

## Finale
| Team 1                  | Team 2     | Heenduel            | Return             | Totaal  |
| ----------------------- | ---------- | ------------------- | ------------------ | ------- |
| Prosolia Elda Prestigio | Randers HK | 9.05. --. 17:30 uur | 13-05-10 15:00 uur | 46 : 50 |
| Prosolia Elda Prestigio | Randers HK | 22: 20 (11: 14)     | 24 : 30 (12 : 14)  | 46 : 50 |